# 26 Batalion Rozpoznawczy (LWP)
26 Batalion Rozpoznawczy (26 br, 26 bd-r) – samodzielny pododdział rozpoznawczy i działań specjalnych SZ PRL.

## Formowanie i zmiany organizacyjne
W sierpniu 1957 na podstawie rozkazu dowódcy 6 Pomorskiej Dywizji Powietrznodesantowej płk dypl. Bolesława Chochy została sformowana 6 Kompania Rozpoznawcza 6 DPD z dowódcą kpt. Władysław Potoczny, miejsce dyslokacji Kołobrzeg. W listopadzie 1958 została przeniesiona do Woli Justowskiej (obecnie dzielnica Krakowa). 6 Kompania Rozpoznawcza 6 DPD była bazą tworzenia Jednostki, która została sformowana na podstawie Zarządzenia Szefa Sztabu Generalnego WP nr 087/Org. z dnia 13 września 1961 i Zarządzenia Szefa Sztabu Warszawskiego Okręgu Wojskowego Nr 077/Org.
Ostatecznie na podstawie wymienionych zarządzeń rozkazem dowódcy 6 Pomorskiej Dywizji Powietrznodesantowej nr 063 z dnia 23 września 1961 roku w listopadzie 1961 r. powstała jednostka wojskowa – 26 Batalion Rozpoznawczy z miejscem stacjonowania Wola Justowska (obecnie dzielnica Krakowa). 26 batalion rozpoznawczy sformowano zgodnie z etatem Nr 2/252, który przewidywał 214 żołnierzy i 2 pracowników cywilnych, jako samodzielna jednostka wojskowa otrzymała numer 4101. Żołnierze jednostki nosili mundury typu US i bordowe berety.
W styczniu 1964 roku 26 br został wydzielony z 6 PDPD i podporządkowany na podstawie Rozkazu Szefa Sztabu Generalnego Nr 03/Org. z dnia 3 stycznia 1964 Głównemu Inspektoratowi Szkolenia MON, był podporządkowany 6 PDPD tylko pod względem gospodarczym. Jednocześnie decyzją Szefa Sztabu Generalnego Nr 03/Org. zmieniono miejsce stacjonowania 26 batalionowi rozpoznawczemu z Woli Justowskiej na Dziwnów na wyspie Wolin w województwie Szczecińskim, do poniemieckich koszar pozostałych po szkole oficerskiej SS. 8 maja 1964 roku na podstawie rozkazu Nr 014/MON zmieniono nazwę batalionu na 1 Batalion Szturmowy przejmując tradycję sformowanego w czasie II wojny światowej na froncie wschodnim Samodzielnego Batalionu Specjalnego.

## Skład organizacyjny (1961)
W chwili powstania w 1961 batalion liczył:
- 24 oficerów,
- 52 podoficerów,
- 137 żołnierzy.

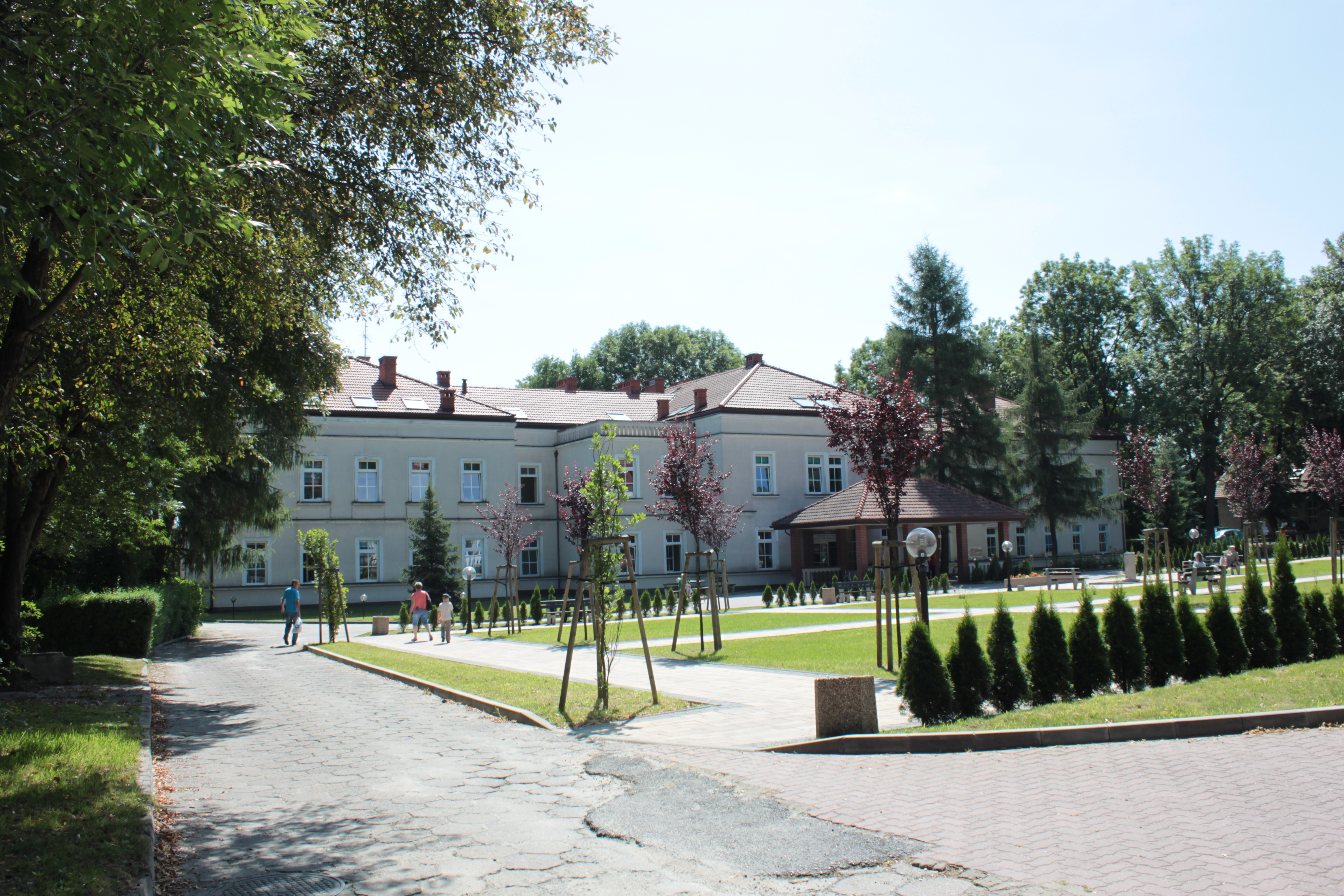
26 br stacjonował w koszarach w Woli Justowskiej. Obecnie jest tu szpital

Struktura organizacyjna w 1961 była:
- dowództwo i sztab
  - 1 kompania rozpoznawcza,
    - trzy plutony rozpoznawcze,
      - trzy drużyny rozpoznawcze (8 żołnierzy),

  - 2 kompania rozpoznawcza,
    - trzy plutony rozpoznawcze (na bazie plutonu organizowano grupy dywersyjne),
      - trzy drużyny rozpoznawcze (8 żołnierzy),

  - 3 kompania rozpoznawcza,
    - 1 pluton rozpoznawczy,
    - 2 pluton samochodów osobowo-terenowych
    - 3 pluton płetwonurków
      - dwie drużyny płetwonurków

  - pluton łączności,
  - pluton transportowo-gospodarczy,
  - spadochroniarnia,
  - ambulatorium.

## Uzbrojenie i wyposażenie batalionu
Stan uzbrojenie i wyposażenia w 1961:
- pistolet TT wz.33
- kbk AKS-47
- rkm
- granatnik RPG-2
- RPD
- pistolet sygnałowy
- sprzęt optyczny (m.in. lornetki 6x30, lornetki 8x30, peryskopy zwiadowcy TR, busola Adrianowa)
- sprzęt spadochronowy (spadochrony desantowe D-1)
- Sprzęt do nurkowania (m.in. zestawy lekkiego nurka ze skafandrem PW-1)
- sprzęt łączności (radiostacja KF R-118, UKF R-115, radiostacja R-350M)
- pojazdy (m.in. samochody Dodge, motocykle M-72 z koszami, motocykle typu Junak, GAZ-69, Star 66, sanitarka)
- sprzęt inny (m.in. nóż wojskowy wz. 55, sprzęt wspinaczkowy, pontony, kuchnia polowa)

## Żołnierze batalionu
Dowódcy
- mjr Czesław Mitkowski (X 1961 – IV 1963)
- mjr dypl. Roman Reguła (IV 1963 – V 1964)[a]

Oficerowie
- January Komański